# Montagne de Paris
La Montagne de Paris est une colline à l'ouest de Soissons.

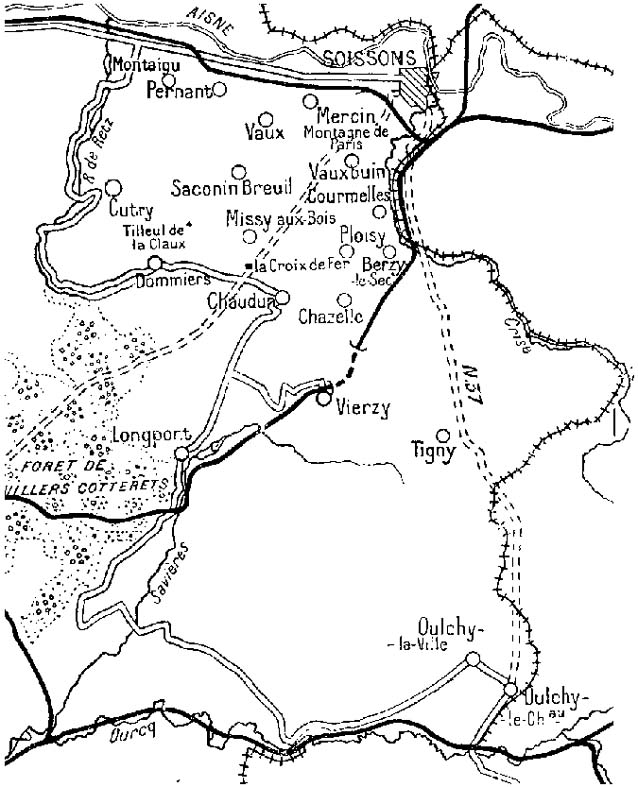
Le secteur de la montagne de Paris

## Histoire
Lors de la Première Guerre mondiale, le 27 avril 1918, les Allemands lancent une troisième offensive au Chemin des Dames. Un violent bombardement à l'ypérite neutralise l'artillerie française. Contrairement aux consignes de Pétain, l'essentiel des défenseurs sous les ordres du général Duchêne occupe les premières lignes et subit de lourdes pertes.
L'Aisne est franchie dans la soirée. Le 1er juin, les Allemands atteignent la Marne à Château-Thierry. Le 29 mai, la division marocaine et le Régiment de marche de la Légion étrangère sont acheminés par camions à l'ouest de Soissons qui vient de tomber aux mains des Allemands. Il s'agit de bloquer son avance vers Villers-Cotterêts en prenant position sur la Montagne de Paris. 
L'attaque se déclenche au petit matin après un bref mais violent barrage d'artillerie. Nettement supérieurs en nombre, les Allemands réussissent à prendre pied dans les positions de la Légion. Obligés d'économiser leurs munitions, les légionnaires ont 47 tués, 219 blessés et 70 disparus en deux jours de combat. Ces pertes viennent s'ajouter à celles du mois précédent qui n'ont pas été compensées (1 250 hommes). Jusqu'au 31 mai, sur un front de 5 km, le 1er régiment de la Légion Étrangère, composé entre autres de volontaires arméniens, les 3e et 10e bataillons de chasseurs à pied tiennent seuls pendant six jours et six nuits, sans rempart, sans artillerie lourde, sans aviation, avec une artillerie de campagne très insuffisante, sous la pression d'une armée formidable, repoussant les attaques successives des assaillants. Plusieurs officiers et légionnaires seront faits prisonniers par les Allemands. Néanmoins, le Régiment de marche de la Légion étrangère réussit à maintenir ses positions et à bloquer l'avance allemande dans son secteur.